# Eduard Reményi
Eduard Reményi (tiếng Hungary: Reményi Ede) là nghệ sĩ violin và nhà soạn nhạc người Hungary. Ông là người đi lưu diễn cùng với nhà soạn nhạc người Đức Johannes Brahms khi ông này mới có 20 tuổi, và cũng có một quan hệ bạn bè ngắn ngủi với Brahms.